# المجلس الأعلى للآثار (مصر)
المجلس الأعلى للآثار هو مجلس حكومي مصري، تأسس بقرار من رئيس جمهورية مصر العربية رقم 82 لسنة 1994 بإنشاء هيئة عامة قومية تكون لها الشخصية الاعتبارية، ومقرها مدينة القاهرة. ألحق سابقاً بوزارة الثقافة المصرية. أما في الوقت الحالي فيتبع وزارة السياحة والآثار ويقوم برعاية شئون الآثار في جمهورية مصر العربية.

## الأهداف
يهدف المجلس الأعلى للآثار إلى تنفيذ مسئوليات وزارة الثقافة في مجالات الآثار المصرية والإسلامية والقبطية وغيرها، وللمجلس في سبيل ذلك القيام بجميع الأعمال التي تؤدى إلى تحقيق أغراضه، وعلى الأخص ما يأتي:-
- تخطيط السياسة العامة للآثار في حدود السياسة العامة للدولة، والتنسيق بين الأجهزة التابعة للمجلس في أوجه نشاطها المختلفة..
- إصدار التوجيهات والقرارات اللازمة لحفظ وحماية الآثار من مختلف العصور والبحث والتنقيب عنها وتشجيع البحوث الأثرية وإقامة المتاحف الأثرية وتنظيمها وإدارتها.
- الاهتمام بأعمال التسجيل عن طريق التطوير وغيرها والإفادة من ذلك، مع تيسير دراسة الفن والحضارة ونشر وإذاعة ما يتم تسجيله.
- استثمار موارد تمويل مشروعات الآثار والمتاحف في النهوض بمشروعات الآثار ونشر الثقافة الأثرية بالتعاون مع الهيئات المحلية والأجنبية ووزارة الدولة لشئون الاثار

## يتكون المجلس من
- الأمانة العامة: يتولى الأمين العام رئاسة هذا القطاع ويعتبر الجهاز الإدارى المسئول عن تنفيذ توصيات وقرارات مجلس الإدارة وتقديم تقارير دورية عنها بالمجلس كما يتولى الشئون المالية والإدارية إلى جانب مركز للمعلومات لمعاونة المجلس وقطاعاته المختلفة وإبلاغ قرارات المجلس إلى الجهات المعنية ومتابعة تنفيذها كما أن الأمين العام هو المسئول عن تنظيم هذا القطاع وتحديد اختصاصاته وفقا للسياسة الموضوعة من مجلس إدارة المجلس الأعلى للأثار.
- قطاع الآثار المصرية: ويتولي مسئولية ترميم وصيانة وتطوير الآثار والمناطق الأثرية والاكتشافات الأثرية المصرية والفرعونية في كافة محافظات مصر.
- قطاع الآثار الإسلامية والقبطية: ويتولي مسئولية ترميم وصيانة الآثار والاكتشافات الأثرية الإسلامية والقبطية بكافة محافظات الجمهورية.
- قطاع المتاحف: يتولي مسئولية إنشاء وتطوير المتاحف الأثرية.
- قطاع صندوق تمويل الآثار والمتاحف: أنشئ صندوق تمويل مشروعات الأثار والمتاحف بالقرار الجمهورى رقم 95 لسنة 1978و يختص بتدبير الاعتمادات اللازمة لتمويل الأجور والنفقات الجارية وتكاليف مشروعات صيانة وترميم الأثار والتنقيب عنها وتطوير المتاحف وسداد تعويضات نزع الملكية.
- قطاع المشروعات:ويتولي مسئولية تنفيذ مشروعات الترميم والصيانة للآثار المصرية والإسلامية والقبطية وإنشاء وتطوير المتاحف.

## الأمناء
- محمد إسماعيل خالد.
- مصطفي وزيري.
- مصطفى أمين.
- محمد عبد المقصود
- زاهي حواس.
- جاب الله علي جاب الله.[2]
- عبد الحليم نور الدين.

## وصلات خارجية
- الموقع الرسمى للمجلس الأعلى للأثار